# Маддалена, нуль за поведінку
«Маддалена, нуль за поведінку» (італ. Maddalena... zero in condotta) — італійський комедійний фільм 1940 року, поставлений режисером Вітторіо Де Сікою за п'єсою Ласло Кадара «Magdát Kicsapjá».

## Сюжет
У школі діловодства працює надто ввічлива викладачка Еліза Малгарі, якій бракує досвіду й авторитету. Вона зі сльозами на очах говорить ученицям, що, якщо її звільнять, винні будуть вони. Маддалена, найбезугавніша учениця, яка найбільше впливає на однокласниць, зворушена її словами і просить подруг поводитися тихіше. Вона знаходить любовного листа вчительки до «пана Гартмана», вигаданого адресата усіх зразків листів у підручнику з діловодства. Цей не дуже змістовний лист розкриває мрійливість і романтичність, а також невгамовну жагу любові авторки. Маддалена показує листа іншій учениці, але та нічого не розуміє й надсилає його адресатові у Відень. Проте виявляється, що у Відні справді живе такий собі пан Альфред Гартман, підприємець. Він заінтригований і таємно вдоволений; разом з другом він приїжджає до школи і знайомиться з учителькою, що написала листа, але не зізнається, хто він є. Маддалена бере справу у свої руки і видає вчительку за свою сестру, таким чином піднімаючи її на інший соціальний рівень. Далі виникає низка непорозумінь. Оскільки вчителька сказала, що її батько — відомий мисливець на бізонів, Гартман висловлює свою повагу батькові Маддалени, звеличуючи його мисливські таланти. Той не розуміє і починає читати книгу про Бізонового Біла. Катавасія обманів завершується двома весіллями. Еліза Малгарі звільняється з школи і одружується з Гартманом, а Маддалена — з його другом.

## У ролях
| • Віра Бергман      | … | Еліза Малгарі, викладачка |
| • Вітторіо Де Сіка  | … | Альфредо Гартман          |
| • Карла Дель Поджо  | … | Маддалена Ленчі           |
| • Ірасема Діліан    | … | Єва Барта, учениця        |
| • Амелія Келліні    | … | директорка                |
| • Піна Ренці        | … | професор Варці            |
| • Армандо Мігліарі  | … | професор хімії            |
| • Гульєльмо Барнабо | … | сеньйор Еміліо Ленчі      |
| • Джузеппе Варні    | … | служитель Бондані         |
| • Артуро Брагалья   | … | професор гімнастики       |
| • Паола Венероні    | … | курсантка Вар'єтті        |
| • Дора Біні         | … | курсантка Карікаті        |
| • Енца Дельбі       | … | курсантка                 |
| • Роберто Віллья    | … | Стефано Армані            |

## Знімальна група
- Автор сценарію — Ферруччо Б'янчіні за п'єсою Ласло Кадара «Magdát Kicsapjá»
- Режисер-постановник — Вітторіо Де Сіка
- Оператор — Маріо Альбертеллі
- Композитор — Нуччо Фьорда
- Монтаж — Маріо Бонотті
- Художник-постановник — Гастон Медін